# Ametista (sommergibile)
L'Ametista è stato un sommergibile della Regia Marina.

## Storia
Nei primi mesi del 1940 fu impiegato per sperimentare il rilascio di SLC da un sommergibile: sulla coperta furono sistemati dei supporti su cui furono posti tre dei mezzi, poi assicurati con cavi. L'Ametista s'immerse poi nella rada di La Spezia e rilasciò i tre SLC che raggiunsero e minarono il vecchio esploratore Quarto; i tempi e la complessità dell'operazione fecero comunque capire che quella adottata non era la soluzione più agevole per il trasporto di SLC (sui sommergibili Gondar e Sciré, infatti, furono adottati dei contenitori cilindrici).
Nei primi mesi della seconda guerra mondiale operò in Mar Egeo, senza risultati.
Nel 1941 ne era comandante il capitano di corvetta Virgilio Spigai.
Nel settembre di quell'anno fu inviato nel Canale di Caso insieme ai sommergibili Gemma e Tricheco.
Nel dicembre 1942 fu sottoposto ad un controllo in seguito al quale fu valutato al 95 % della sua efficienza: i principali problemi consistevano nella rumorosità di pompe e linee d'assi e nel fatto che gli idrofoni si trovavano in stato giudicato «mediocre» (mentre gli altri apparati, quali segnalatori acustici e scandagli ultrasonori, erano giudicati in buono stato).
Il 9 settembre 1943, in seguito all'armistizio, partì da Fiume al comando del tenente di vascello Luigi Ginocchio, arrivando ad Ancona due giorni dopo, di mattino. Lasciò il capoluogo marchigiano per portarsi a Brindisi alle tre del pomeriggio del 12 settembre, trainando il sommergibile tascabile CB. 11, ma al largo di Numana decise di autoaffondarsi come aveva già fatto il sommergibile Serpente. Si ebbero tre vittime (il sergente Carmine Cantone ed i capi di 2ª classe Enrico Castellato e Luigi Martano).
L'Ametista aveva svolto in tutto 27 missioni di guerra, percorrendo 15.619 miglia in superficie e 3246 in immersione.